# Yubiwa (chanson de Māya Sakamoto)
Pour les articles homonymes, voir Yubiwa.
Singles de Māya Sakamoto
Platinum
(1999) Shippo no Uta
(2000)
Yubiwa est le 7e single de Māya Sakamoto sorti sous le label Victor Entertainment le 21 juin 2000 au Japon. Il arrive 30e à l'Oricon et reste classé 3 semaines pour un total de 19 310 exemplaires vendus durant cette période.
Yubiwa a été utilisé comme thème d'ouverture de l'anime Escaflowne et comme thème de fermeture du dernier épisode. Les deux pistes se trouvent sur la compilation  Single Collection+ Nikopachi, et Yubiwa se trouve aussi sur la compilation Everywhere.

## Liste des titres
Toute la musique et les arrangements ont été composées par Yōko Kanno.
| 1. | Yubiwa ~single ver.~ (指輪)                 | Yuho Iwasato | 3:47 |
| 2. | Vector (ベクトル)                           | Tim Jensen   | 5:17 |
| 3. | Yubiwa ~single ver.~ (without Maaya) (指輪) | Yuho Iwasato | 3:46 |
| 4. | Vector (without Maaya) (ベクトル)           | Tim Jensen   | 5:14 |